# Saint-Antoine-la-Forêt
Saint-Antoine-la-Forêt là một xã thuộc tỉnh Seine-Maritime trong vùng Normandie miền bắc nước Pháp.

### Huy hiệu
| Arms of Saint-Antoine-la-Forêt | The arms of Saint-Antoine-la-Forêt are blazoned: Or, on a fess indented azure between 2 angennes and a cross moline gules, a demi-lion issuant from the base of the fess argent. |

## Dân số
| 1962                                            | 1968 | 1975 | 1982 | 1990 | 1999 | 2006 |
| ----------------------------------------------- | ---- | ---- | ---- | ---- | ---- | ---- |
| 489                                             | 515  | 530  | 749  | 902  | 935  | 1004 |
| Starting in 1962: Population without duplicates |      |      |      |      |      |      |